# Cardo
Cardo é o nome comum dado diversas espécies de plantas pertencentes ao género Cynara da família das Asteraceae. Algumas fontes apontam outras famílias também chamadas de cardo. Algumas vezes, o termo "cardo" é aplicado às plantas espinhosas da tribo Cardueae (ou  Cynareae), especialmente dos gêneros Carduus, Cirsium e Onopordum. Entretanto, plantas que não fazem parte dessa tribo também são, eventualmente, chamadas "cardos", dando ao termo um caráter polifilético.
Os cardos crescem em locais rochosos, sobretudo em terrenos barrentos, podendo ser encontrados, na forma selvagem ou na forma cultivada, na Península Ibérica e em toda a costa Atlântica da Europa, incluindo a Grã-Bretanha e a Irlanda, nas zonas meridionais e ocidentais do Mediterrâneo, no norte da África, nos arquipélagos da Madeira e das Canárias e na Argentina.
Seu caule é lanoso e varia entre 20–100 cm; as folhas são verdes na página superior e brancas na página inferior, podendo ter dimensões até 50x35 cm; o invólucro, de forma globoso-ovoide e com 45-60 x 40–55 mm, é composto por brácteas ovadas terminadas num espinho com 10-50 x 2–3 mm; a corola é violeta.

## Aplicações
De todas as espécies do género Cynara, apenas C. cardunculus spp. flavescens (cardo) é referida como sendo usada no fabrico de queijo. Contudo, tanto C. humilis como C. scolymus (agora C. cardunculus spp. scolymus (alcachofra)) mostraram possuir actividade coagulante. As flores são colhidas quando a planta começa a ficar senescente, isto é, durante os meses de Junho e Julho, sendo armazenadas em locais secos de forma a serem usadas na coagulação de leite durante o Outono e o Inverno. A propriedade coagulante do leite da planta deve-se à presença de três proteases (ciprozinas 1, 2 e 3) produzidas na flor, principalmente nas pétalas e nos pistilos.
Em Espanha e no sul de Portugal (Alentejo), usa-se muito o talo do cardo na alimentação. Este é cozido e depois misturado com outros ingredientes.
Na Argentina, o caule do cardo também é apreciado na culinária, sendo consumido cozido e frito "à milanesa".

## Etimologia
Cardo deriva do latim cardùus, que significa "fazer sinal com a cabeça", em alusão à flor de forma ovoide apoiada no caule oscilante.

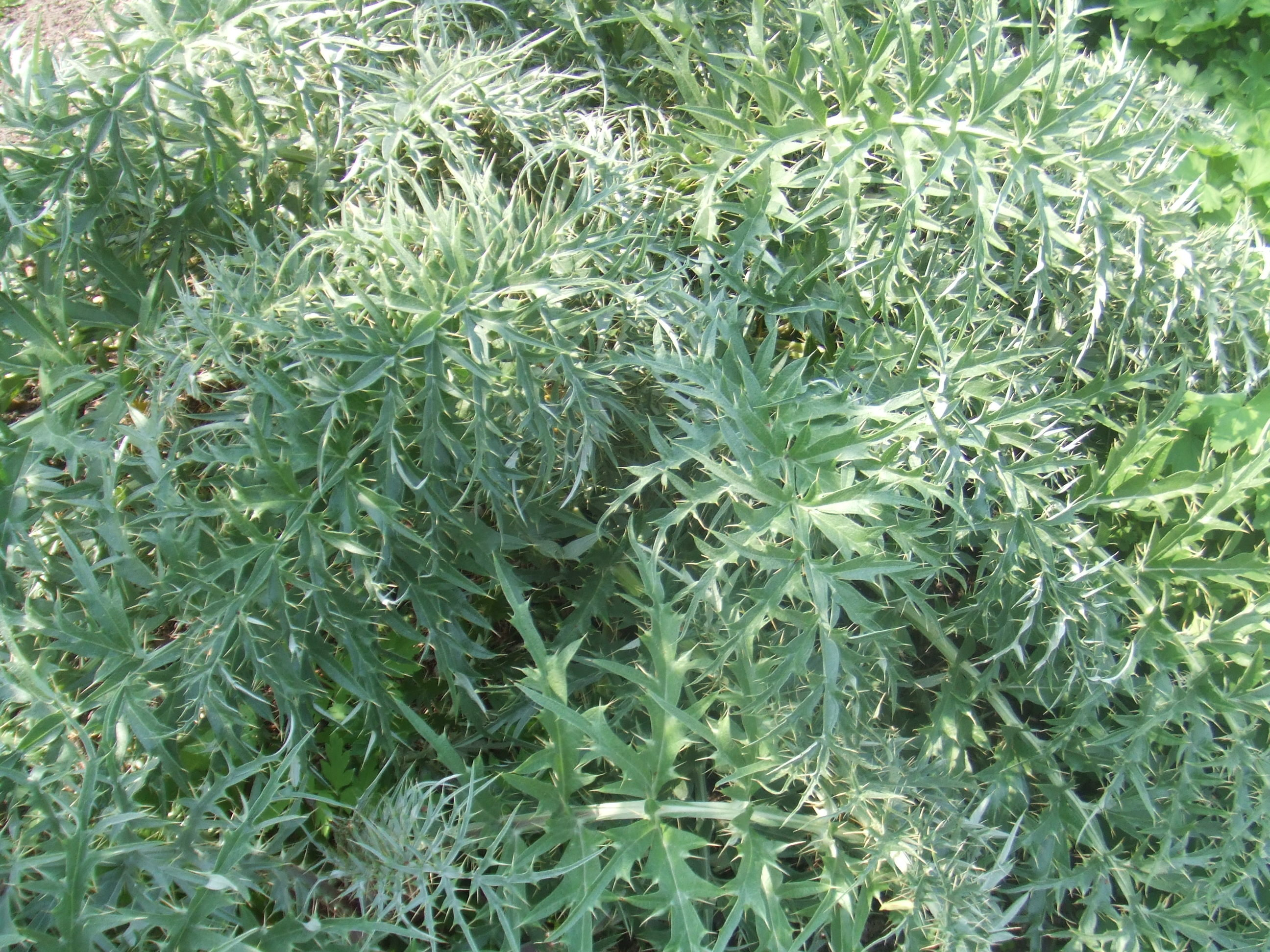
Folhagem de cardo (Cynara cardunculus)
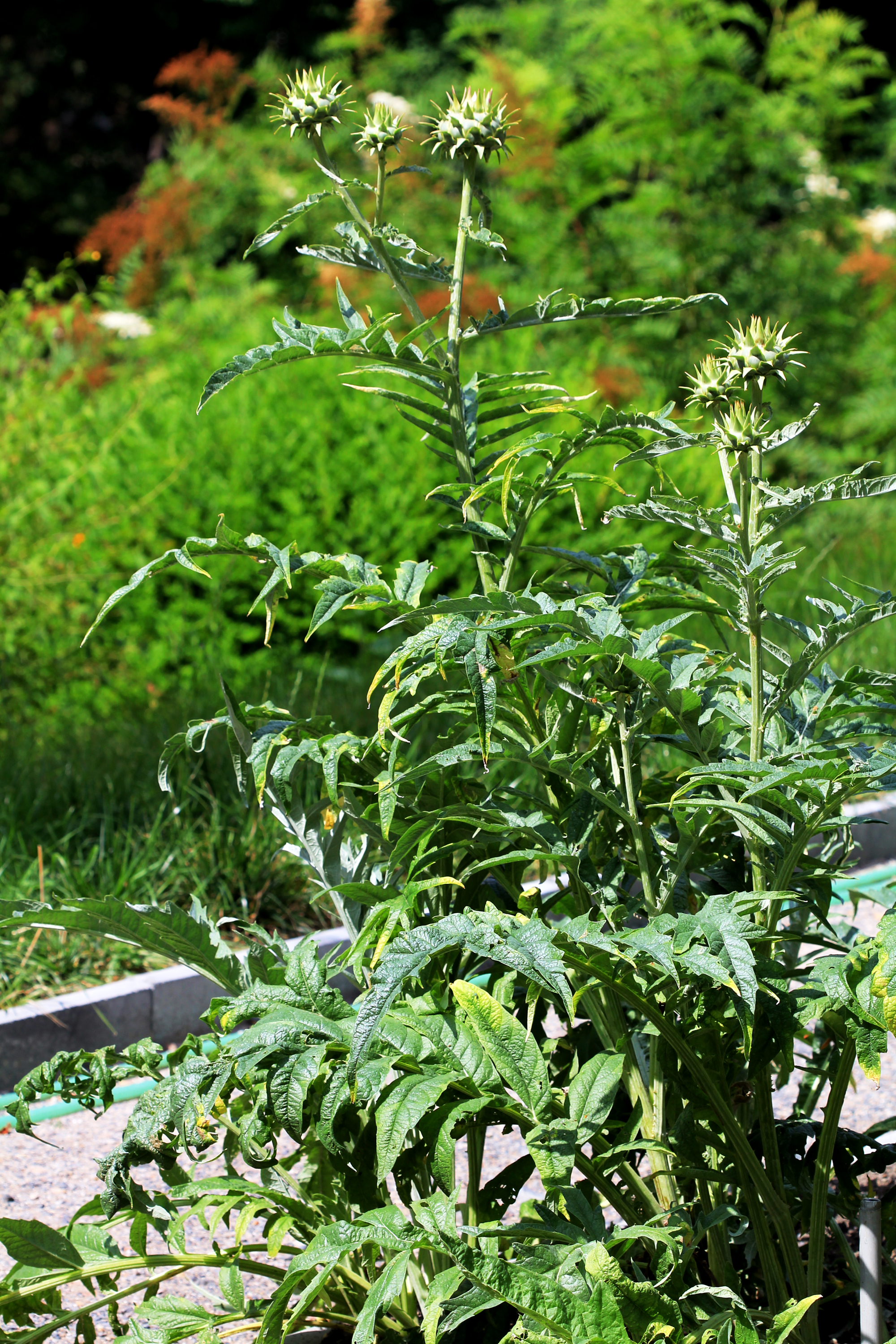
Folhagem de cardo
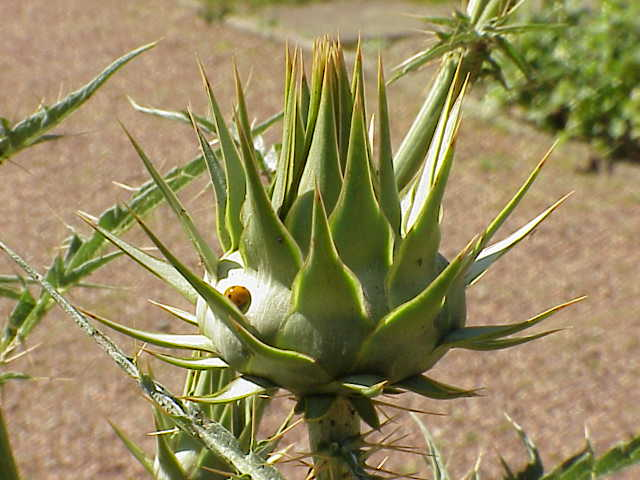
Botão de flor de cardo
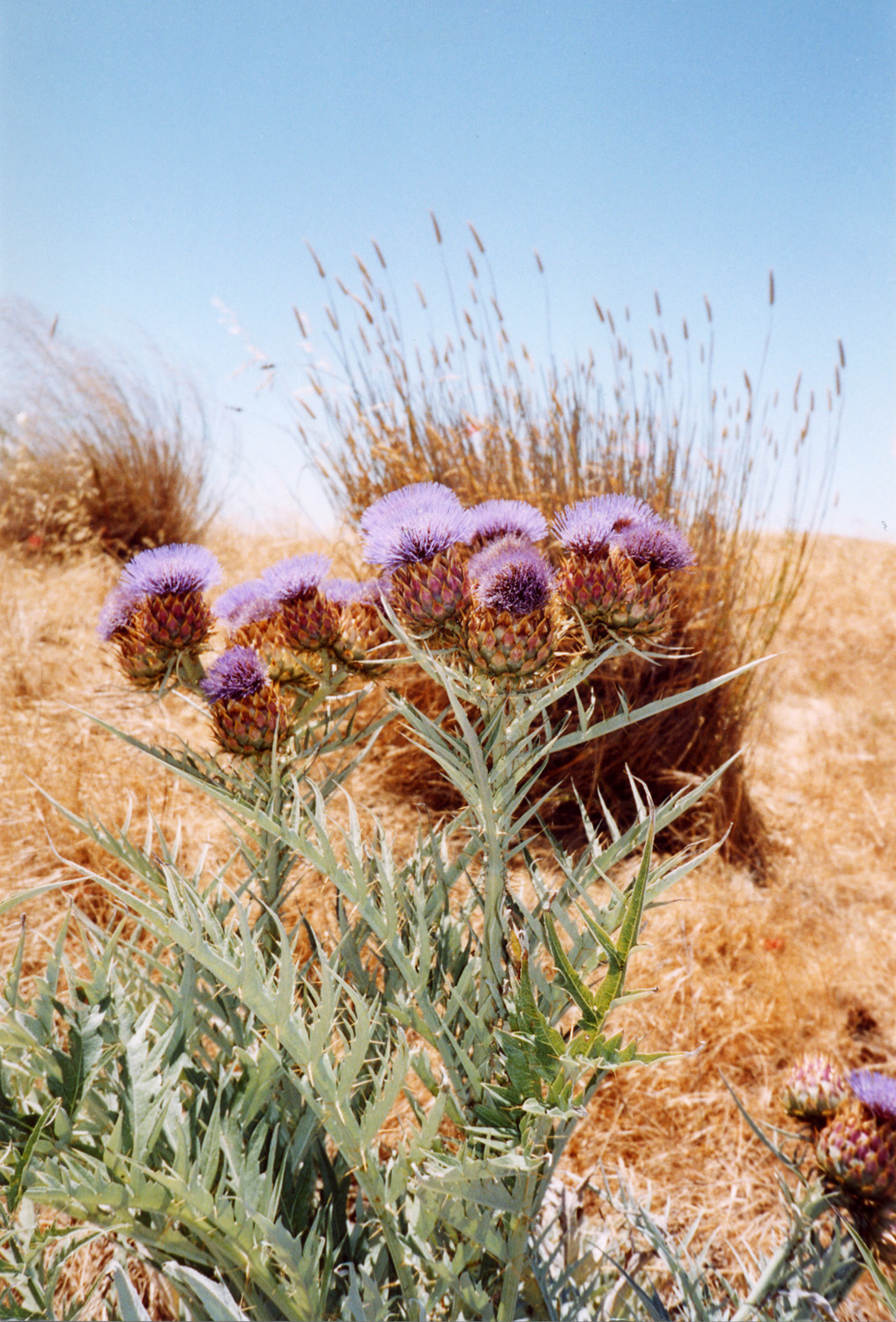
Cardos
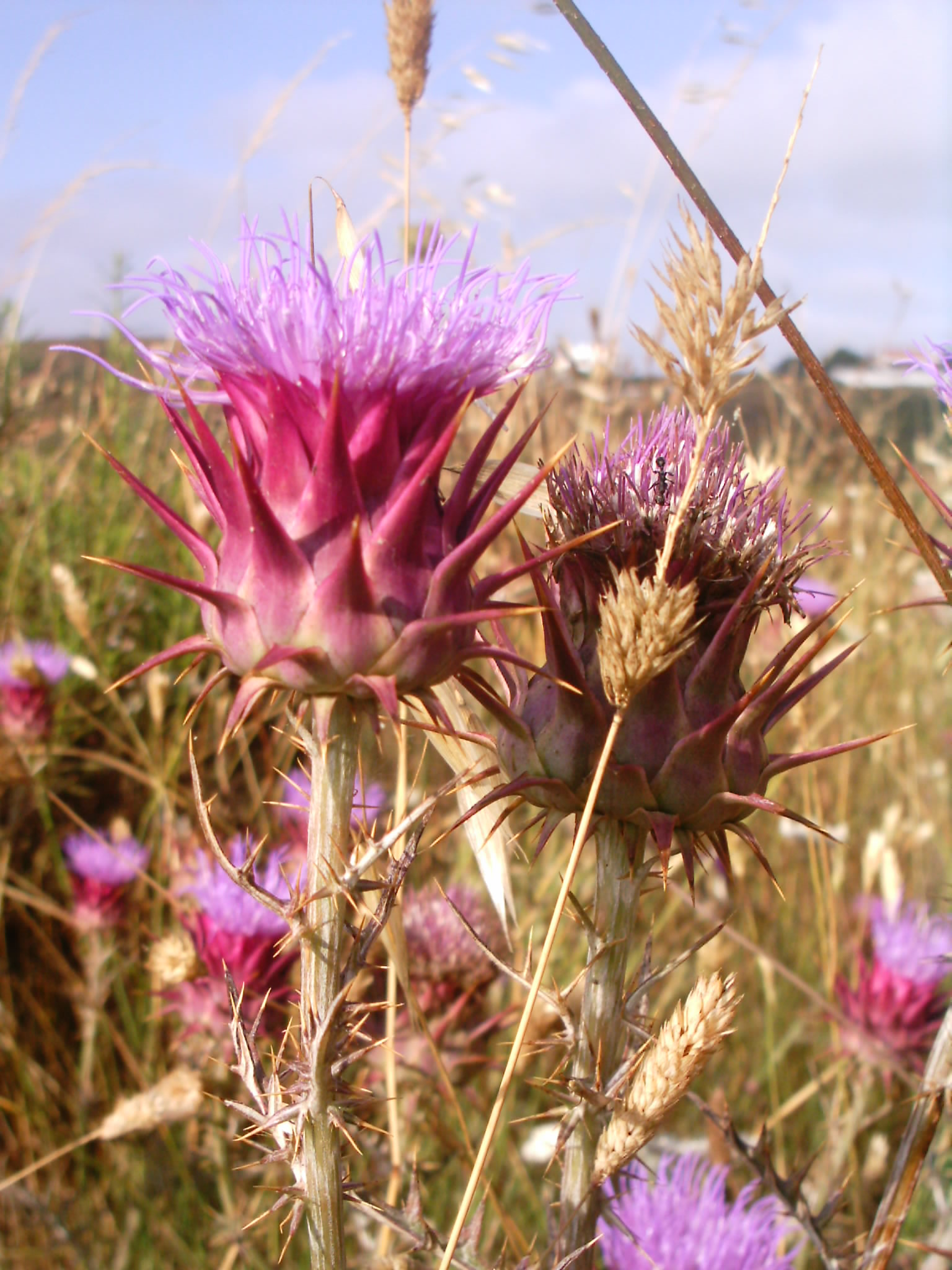
Flores de cardo
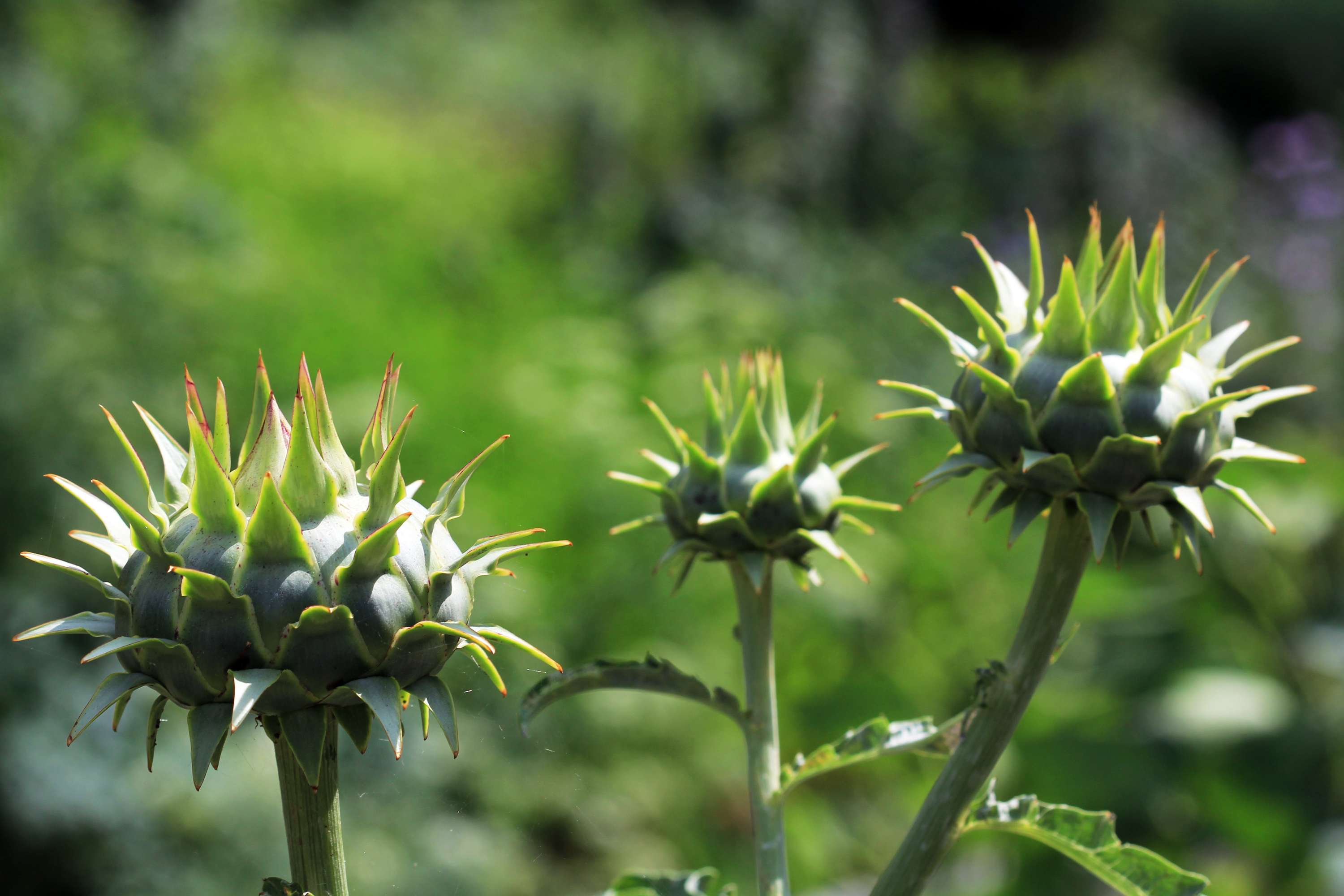
Flores de cardo
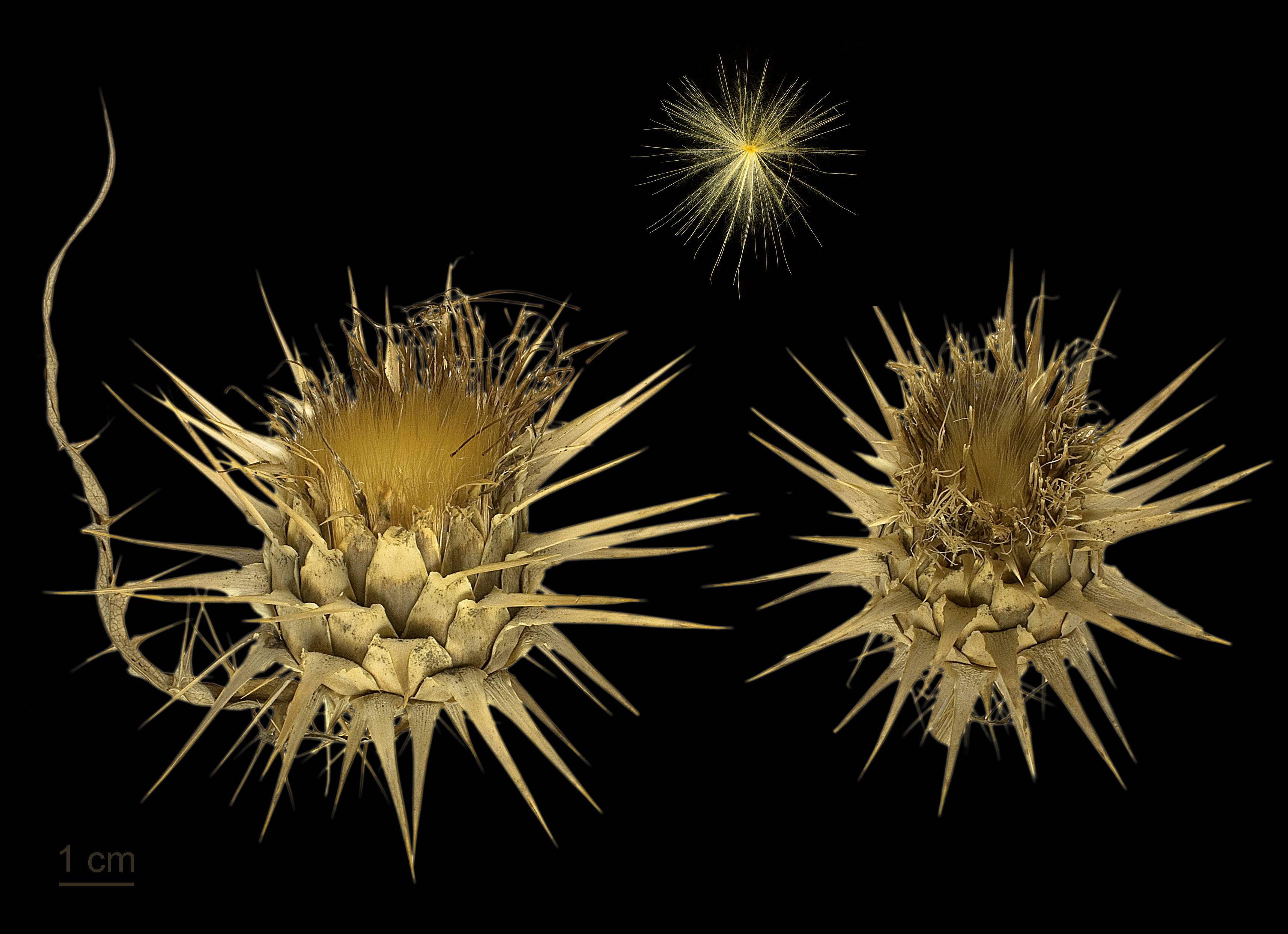
Flores de cardo